# Học viện bóng đá Hoàng Anh Gia Lai
Học viện Bóng đá LPBank Hoàng Anh Gia Lai là một học viện đào tạo bóng đá trẻ dành cho nam của Câu lạc bộ bóng đá Hoàng Anh Gia Lai tại Pleiku, Gia Lai, thuộc quyền sở hữu của Tập đoàn Hoàng Anh Gia Lai.

## Lịch sử
Năm 2007, Arsenal F.C. trở thành đối tác chiến lược của Hoàng Anh Gia Lai trong việc thành lập Học viện bóng đá HAGL – Arsenal JMG. Ngày 5 tháng 3 năm 2007, lễ động thổ xây dựng Học viện bóng đá Hoàng Anh Gia Lai Arsenal JMG trên khu đất là 5 hecta cao su
cách thành phố Pleiku 13 km và khánh thành sau 7 tháng. Đây được xem là một quyết định gây sốc bởi lúc đó, những cây cao su được chặt bỏ đang ở tuổi thu hoạch (bình quân 300 triệu/hecta/năm-thời điểm năm 2007).
Tháng 8 năm 2009 hai cầu thủ của Hoàng Anh Gia Lai đã được tập luyện cùng với đội Arsenal.
Ngày 31 tháng 1 năm 2015, lễ ký kết hợp đồng ghi nhớ thành lập học viện bóng đá giữa NutiFood, Hoàng Anh Gia Lai, CLB Arsenal và học viện JMG đã diễn ra tại Pleiku. Theo đó, công ty NutiFood cùng các đối tác của mình sẽ xây dựng một học viện bóng đá tại thành phố Hồ Chí Minh có tên học viện bóng đá NutiFood - Hoàng Anh Gia Lai - Arsenal JMG.
Ngày 7 tháng 5 năm 2015, lễ ký hợp đồng thành lập và công bố chương trình tuyển sinh cầu thủ Học viện bóng đá Nutifood HAGL Arsenal JMG diễn ra tại thành phố Hồ Chí Minh. Buổi lễ có sự tham dự của đại diện Công ty Cổ phần Thực phẩm NutiFood, CLB Hoàng Anh Gia Lai, Liên đoàn bóng đá VN và Tổng giám đốc Học viện bóng đá JMG toàn cầu – ông Vincent Dufour (Pháp).
Năm 2016, Tập đoàn HAGL rơi vào khủng hoảng tài chính trầm trọng nhất lịch sử 30 năm thành lập. Chủ tịch Đoàn Nguyên Đức đã phải sử dụng nhiều tài sản cố định và giấy tờ có giá để làm tài sản thế chấp vay ngân hàng. Trong số đó có công trình khu liên hợp Học viện bóng đá HAGL Arsenal JMG được mang ra thế chấp cho món vay trị giá hơn 603 tỉ đồng của công ty với hợp đồng có 
lãi suất 5,05-10,5% và có thời hạn thanh toán từ ngày 25/1 đến 11/9/2016.
Ngày 7 tháng 3 năm 2017, Công ty cổ phần sữa chuyên nghiệp Việt Nam (VPMilk) đã quyết định ký kết tài trợ gói 50 tỷ đồng cho CLB HAGL và Học viện HAGL-Arsenal JMG với bản hợp đồng có thời hạn 2 năm từ 2017 đến 2018. Trong vai trò là đối tác dinh dưỡng độc quyền cho các cầu thủ HAGL và các học viên Học viện HAGL-Arsenal-JMG, VP Milk sẽ chịu trách nhiệm hợp tác với đội ngũ chuyên gia dinh dưỡng quốc tế và Việt Nam, nghiên cứu các công thức dinh dưỡng, đưa vào sản xuất sữa và các sản phẩm từ sữa giúp tăng cường chiều cao, trí lực, cải thiện tầm vóc cho cầu thủ nói riêng và thế hệ trẻ nói chung.
Từ ngày 30 tháng 6 năm 2017, toàn bộ hợp tác giữa CLB Arsenal (Anh) và CLB Hoàng Anh Gia Lai chấm dứt. Tất cả những thương hiệu liên quan đến Arsenal sẽ không còn gắn bó với HAGL. Cụ thể từ vòng 14 của giải V.League 2017, đội bóng Hoàng Anh Gia Lai sẽ thi đấu với trang phục không còn gắn logo Arsenal bên cạnh logo của HAGL. Ngoài ra, HAGL cũng sẽ chỉ còn duy trì hợp tác với JMG. Vì thế, tên gọi Học viện HAGL – Arsenal JMG cũng sẽ đổi tên thành Học viện HAGL – JMG.
Tháng 6 năm 2021, HAGL ngừng hợp tác đào tạo bóng đá với JMG.

## Chỉ trích
Các quyết định thành lập học viện đã bị chỉ trích từ Tổng công ty Hoàng Anh Gia Lai gây nhiều tranh cãi liên quan đến việc phá rừng.

## Cơ sở vật chất
Trong khuôn viên Học viện có hai tảng đá lớn tượng trưng cho hai chiếc giày của các cầu thủ.
Khuôn viên học viện có 10 sân bóng được bố trí đều khắp trong nhà và ngoài trời với cỏ mịn theo tiêu chuẩn quốc tế. Mặt sân luôn đạt độ phẳng tối ưu và có hẳn một đội ngũ công nhân lo chăm sóc cỏ hằng ngày.
Ngoài 5 sân tập chính ngoài trời, Học viện còn đầu tư một sân tập có mái che cùng các công trình phụ trợ phục vụ cho việc tập luyện và sinh hoạt của các thành viên như 6 khu nhà, hồ bơi, sân tennis, phòng xông hơi, tập tạ...
Các dãy nhà nơi học viên ở đều quay mặt ra sân tập với mục đích hướng các học viên luôn ăn, ngủ, nghỉ cùng bóng đá. Bên trong các phòng ở được bài trí nhiều hình ảnh về bóng đá (hình trái bóng, hình các danh thủ...) nhưng tiện nghi rất đơn sơ: giường tầng, không điều hòa nhiệt độ, tivi, bồn tắm. Mỗi dãy nhà đều có bảo mẫu chăm sóc và quản lý.

## Tuyển sinh
Học viện tổ chức tuyển sinh hai năm một lần. Năm 2007, trong số 7.000 thí sinh đã có 16 người trúng tuyển.
Năm 2009, từ 9.991 thí sinh chỉ chọn được 21 em đến từ 10 tỉnh thành. Các học viên thuộc lứa tuổi từ 12 đến 14.

## Đào tạo
Mỗi ngày, học viên phải đi ngủ lúc 21h30 và dậy lúc 5h45. Tất cả học viên được xe ôtô đưa đón vào thành phố học văn hóa lúc 6h30.
Sau 11h, xe đưa về Học viện, các học viên được ăn bữa nhẹ rồi tập luyện đến 12h45. Đối với việc học văn hóa, tất cả các học viên  phải tự kiểm tra sách vở, trang phục trước khi lên xe đến trường; sau khi tan trường, về đến học viện là phải thay ngay trang phục và giao cho tạp vụ để giặt ủi. Trong giờ học tiếng Anh vào buổi tối, học viên phải tự chuẩn bị sách vở, đến phòng học đúng giờ và trước khi ra về phải sắp xếp bàn ghế ngăn nắp như ban đầu.
Khi ra sân tập, áo phải bỏ vào quần, phải kiểm tra độ căng bóng tập, dụng cụ tập luyện; tất cả đều phải tập luyện bằng chân trần để tăng cảm giác bóng; sau mỗi buổi tập phải trả dụng cụ tập về đúng nơi quy định, về đến phòng phải thay trang phục ngay. Học viên chỉ được vào phòng giải trí trong giờ giải trí.
Chủ nhật, học viên được xe đưa ra ngoài để mua sắm, cắt tóc và thư giãn.
Các học viên được đào tạo tại đây trong 7 năm, không phải đóng bất kỳ khoản chi phí nào. Trúng tuyển, học viên được Học viện lo toàn bộ chi phí ăn, học văn hoá, tiếng Anh và tiếng Pháp.
Chế độ sinh hoạt, ăn uống của các học viên ở đây với chi phí khoảng 400 triệu đồng/học viên/năm.

## Các học viên nổi bật
| Niên khóa nhập học | Tên                | Vị trí thi đấu chính | Năm sinh          | Năm bắt đầu thi đấu đội tuyển quốc gia | Câu lạc bộ hiện tại    |
| ------------------ | ------------------ | -------------------- | ----------------- | -------------------------------------- | ---------------------- |
| 2007               | Nguyễn Công Phượng | TĐ                   | 1995 (29–30 tuổi) | 2015                                   | Trường Tươi Bình Phước |
| 2007               | Nguyễn Văn Toàn    | TĐ                   | 1996 (28–29 tuổi) | 2016                                   | Thép Xanh Nam Định     |
| 2007               | Nguyễn Tuấn Anh    | TV                   | 1995 (29–30 tuổi) | 2016                                   | Thép Xanh Nam Định     |

## Các học viên khác
| Lê Văn Trường         | TM | 1995 (29–30 tuổi) | Khánh Hòa          |  |  |  |  |  |
| Đặng Văn Lâm          | TM | 13 tháng 8, 1993  | Phù Đổng Ninh Bình |  |  |  |  |  |
| Phạm Văn Tiến         | TM | 1993 (31–32 tuổi) | Bà Rịa - Vũng Tàu  |  |  |  |  |  |
| Nguyễn Tuấn Mạnh      | TM | 1990 (34–35 tuổi) | Khánh Hòa          |  |  |  |  |  |
| Y Êli Niê             | TM | 2001 (23–24 tuổi) | Đông Á Thanh Hóa   |  |  |  |  |  |
|                       |    |                   |                    |  |  |  |  |  |
| Lê Văn Sơn            | HV | 1996 (28–29 tuổi) | Hoàng Anh Gia Lai  |  |  |  |  |  |
| Trần Hữu Đông Triều   | HV | 1995 (29–30 tuổi) | Giải nghệ          |  |  |  |  |  |
| Bùi Văn Long          | HV | 1988 (36–37 tuổi) | Thanh Hoá          |  |  |  |  |  |
| Nguyễn Hữu Anh Tài    | HV | 1996 (28–29 tuổi) | Hoàng Anh Gia Lai  |  |  |  |  |  |
| Vũ Văn Thanh          | HV | 1996 (28–29 tuổi) | Công an Hà Nội     |  |  |  |  |  |
| Nguyễn Phong Hồng Duy | HV | 1996 (28–29 tuổi) | Thép Xanh Nam Định |  |  |  |  |  |
| A Hoàng               | HV | 1996 (28–29 tuổi) | Hoàng Anh Gia Lai  |  |  |  |  |  |
| Lê Đức Lương          | HV | 1994 (30–31 tuổi) | Hoàng Anh Gia Lai  |  |  |  |  |  |
| Khuất Hữu Long        | HV | 1987 (37–38 tuổi) | Hoàng Anh Gia Lai  |  |  |  |  |  |
| Dụng Quang Nho        | HV | 2000 (24–25 tuổi) | Hoàng Anh Gia Lai  |  |  |  |  |  |
|                       |    |                   |                    |  |  |  |  |  |
| Lương Xuân Trường     | TV | 1995 (29–30 tuổi) | Hồng Lĩnh Hà Tĩnh  |  |  |  |  |  |
| Phan Thanh Hậu        | TV | 1997 (27–28 tuổi) | Phù Đổng Ninh Bình |  |  |  |  |  |
| Lương Hoàng Nam       | TV | 1997 (27–28 tuổi) | Hải Phòng          |  |  |  |  |  |
| Trần Minh Vương       | TV | 1995 (29–30 tuổi) | Hoàng Anh Gia Lai  |  |  |  |  |  |
| Trần Thanh Sơn        | TV | 1997 (27–28 tuổi) | Hoàng Anh Gia Lai  |  |  |  |  |  |
| Hoàng Thanh Tùng      | TV | 1995 (29–30 tuổi) | Phù Đổng Ninh Binh |  |  |  |  |  |
| Lê Phạm Thành Long    | TV | 1996 (28–29 tuổi) | Công an Hà Nội     |  |  |  |  |  |
| Trần Bảo Toàn         | TV | 2000 (24–25 tuổi) | Hoàng Anh Gia Lai  |  |  |  |  |  |
| Triệu Việt Hưng       | TV | 1997 (27–28 tuổi) | Hải Phòng          |  |  |  |  |  |
| Bùi Trần Vũ           | TV | 1987 (37–38 tuổi) | Bình Phước         |  |  |  |  |  |
| Vũ Anh Tuấn           | TV | 1987 (37–38 tuổi) | TP Hồ Chí Minh     |  |  |  |  |  |
| Lê Hoàng Thiên        | TV | 1990 (34–35 tuổi) |                    |  |  |  |  |  |
| Lê Duy Thanh          | TV | 1990 (34–35 tuổi) | Khánh Hoà          |  |  |  |  |  |
| Võ Út Cường           | TV | 1990 (34–35 tuổi) |                    |  |  |  |  |  |
| Nguyễn Kiên Quyết     | TV | 1998 (26–27 tuổi) | Hoàng Anh Gia Lai  |  |  |  |  |  |
| Châu Ngọc Quang       | TV | 1996 (28–29 tuổi) | Hoàng Anh Gia Lai  |  |  |  |  |  |
|                       |    |                   |                    |  |  |  |  |  |
| Đinh Thanh Bình       | TĐ | 1998 (26–27 tuổi) | Phù Đổng Ninh Bình |  |  |  |  |  |
| Nguyễn Quốc Việt      | TĐ | 2003 (21–22 tuổi) | Hoàng Anh Gia Lai  |  |  |  |  |  |
| Trần Gia Bảo          | TĐ | 2008 (16–17 tuổi) | Hoàng Anh Gia Lai  |  |  |  |  |  |